# Central New England Railway

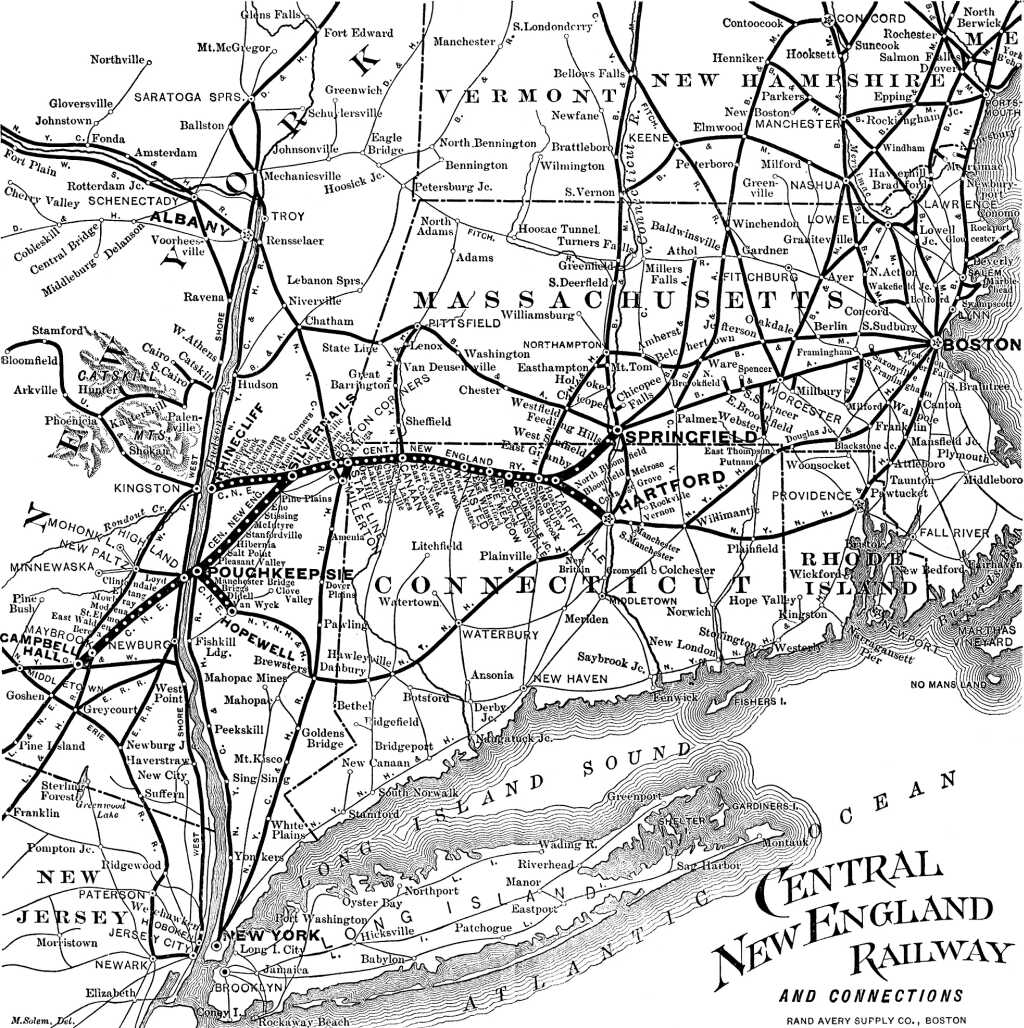
Carte datant de 1901 du Central New England Railway

Le Central New England Railway (sigle de l'AAR: CNE) était un chemin de fer américain de classe I qui reliait Hartford, Connecticut et Springfield, Massachusetts, à Maybrook, New York, via le Poughkeepsie Bridge sur le fleuve Hudson. Il faisait partie du Poughkeepsie Bridge Route, une alliance constituée entre plusieurs compagnies pour proposer une route entre Washington DC et Boston, Massachusetts. Apparu en 1871, il fut acquis par le New York, New Haven and Hartford Railroad en 1904. À la suite du démantèlement de Conrail, une portion de ligne de l'ex CNE fut reprise par une nouvelle compagnie appelée Central New England Railroad. 

## À l'ouest de Hartford: 1868-1889
Le Connecticut Western Railroad fut créé le 25 juin 1868 pour relier Hartford, Connecticut à la frontière de l’État de New York, juste à l'est de Millerton, New York, où il devait rencontrer le Dutshess and Columbia Railroad. La ligne fut achevée le 21 décembre 1871. Le mois précédent, la compagnie avait loué l'extrémité est de la ligne du Dutshess and Columbia Railroad afin de se connecter avec le New York and Harlemn Railroad à Millerton. La compagnie racheta au New Haven and Northampton Railroad son embranchement reliant Simsbury, Connecticut à Tariffville, et l'incorpora à sa ligne principale. Son seul embranchement était une toute petite ligne qui reliait Collinsville, Connecticut. Le Connecticut Western fit banqueroute le 27 avril 1880. Il se réorganisa le 31 mars 1881 sous le nom de Hartford and Connecticut Western Railroad (H&CW).
À la même époque, le Rhinebeck and Connecticut Railroad fut créé le 29 juin 1870 dans l’État de New York pour relier Rhinecliff (sur les rives du fleuve Hudson) à la frontière du Connecticut pour se connecter avec le Connecticut Western Railroad. La ligne fut ouverte au public le 14 avril 1875 entre Rhinecliff et Boston Corners (NY) à l'est. Pour circuler de Boston Corners à la frontière du Connecticut, le Rhinebeck and Connecticut Railroad obtint le droit de passage sur le Poughkeepsie and Eastern Railroad, lequel se connectait au Connecticut Western Railroad et au Dutchess and Columbia Railroad au niveau de la frontière.
Le 1er juillet 1882, le Hartford and Connecticut Western racheta le Rhinebeck and Connecticut Railroad ce qui lui donna une ligne reliant Hartford au fleuve Hudson. Le Ploughkeepsie Hartford and Boston Railroad, successeur du Poughkeepsie and Eastern Railroad, fit banqueroute au début des années 1880; le 26 janvier 1884, le Hartford and Connecticut Western en profita pour racheter la ligne à l'est de Boston Corners qu'il utilisait avec son droit de passage. 

## Le Poughkeepsie Bridge: 1871-1899
Au fil des ans, de nombreux projets de pont au sud d'Albany, New York virent le jour pour remplacer les opérations de transbordement sur l'Hudson. Un des plus probables était celui de la Hudson Highland Suspension Bridge Company, créée en 1868, qui proposait la traversée entre Anthony's Nose et Fort Clinton ; de nos jours ce site correspondrait grossièrement au Bear Mountain Bridge.
Finalement ce fut la Poughkeepsie Bridge Company, créée en juin 1871, qui se chargea de bâtir le pont à Poughkeepsie, NY. Le premier train emprunta le pont le 29 décembre 1888. Le Hudson Connecting Railroad fut créé en 1887 pour construire au sud-ouest du pont, tandis que le  Poughkeepsie and Connecticut Railroad, créé à la même époque, devait continuer la ligne au nord-est du pont. La Poughkeepsie Bridge Company, n'ayant pas réussi à s'emparer du Poughkeepsie Hartford and Boston Railroad, constitua le Poughkeepsie and Connecticut Railroad pour suivre une route parallèle à ce dernier jusqu'à Silvernails, où il se connectait avec le Hartford and Connecticut Western Railroad. Les connexions ne furent réalisées qu'en 1889, et le 22 juillet les deux lignes d'approches du pont fusionnèrent pour donner naissance au Central New England and Western Railroad (CNE&W). Cette même année, le CNE&W loua le Hartford and Connecticut Western, ce qui lui permit de relier Hartford, Connecticut à Maybrook et Campbell Hall, New York via le Phoughkeepsie Bridge. Rapidement Maybrook/Campbell Hall devint une aire de jonction majeure pour de nombreux chemins de fer qui faisaient transiter leurs wagons sur la ligne du CNE&W. Le Delaware and New England Railroad fut également créé en 1889, comme holding, pour contrôler le CNE&W et la Poughkeepsie Bridge Company. La Poughkeepsie Bridge Route fut créée; elle résultait d'une alliance entre chemins de fer pour assurer un service voyageur entre Washington et Boston.
En avril 1890, le CNE&W enregistra le Dutchess County Railroad pour circuler au sud-est du pont jusqu'à Hopewell Junction, où se trouvait l'extrémité ouest du New York and New England Railroad et le Newburg Dutchess and Connecticut Railroad. L'ouverture de la ligne le 8 mai 1892, permit au New York & New England Railroad d'accéder au pont. Entre 1910 et 1915, le Central New England Railroad ferait l'acquisition de droits de passage sur l'ancien New York & New England pour desservir Danbury, Connecticut.
Le Philadelphia and Reading Railway racheta le CNE&W et la Ploughkeepsie Bridge Company à la holding Delaware and New England Railroad en janvier 1892. Cela permit d'étendre provisoirement l'influence du Reading Railroad vers la Nouvelle-Angleterre via le Pennsylvania, Phoughkeepsie and Boston Railroad. Les 2 compagnies fusionnèrent le 1er août 1892 pour former le Philadelphia, Reading and New England Railroad. Cependant le Reading ne put conserver ses nouvelles acquisitions, et le Philadelphia, Reading & New England se trouva dans l'incapacité de régler ses intérêts en mai 1893. Il fut réorganisé le 12 janvier 1899 sous le nom de Central New England Railway.

## Le Central New England Railway: 1899-1927
L'East Granby and Suffield Railroad fut créé en 1901 pour construire une ligne entre Tariffville, Connecticut et West Springfield, Massachusetts, pour se connecter au Boston and Albany Railroad au niveau d'Agawam Junction. De West Springfield à Springfield, Massachusetts, les droits de passage furent obtenus auprès du Boston and Albany Railroad. La ligne ouvrit en 1903, et fut louée au CNE. (La portion de ligne située dans le Massachusetts, avait été créée dès le 16 mai 1856 sous le nom de Springfield and Farmington Valley Railroad).
En 1904, le New York, New Haven and Hartford Railroad (NH) prit le contrôle du CNE qui conserva l'indépendance de ses opérations ; par contre la location du Dutchess County Railroad fut attribuée au NH le 1er décembre. Le Newburg, Dutchess and Connecticut Railroad ainsi que le Poughkeepsie and Eastern Railway, acquis respectivement en 1905 et 1907 par le NH, furent attribués au CNE qui les fusionna le 25 juin 1907 en même temps que le Dutchess County Railroad. Le Newburg Dutchess and Connecticut Railroad apporta au CNE une ligne entre Millerton et Beacon sur le fleuve Hudson, où la Hopewell Junction permettait une connexion avec le Dutchess County Railroad ; quant au Poughkeepsie and Eastern Railway, il apportait une seconde ligne parallèle à la ligne principale entre Boston Corners et Poughkeepsie. 
En 1910, la ligne principale fut abandonnée au profit de la parallèle du Poughkeepsie and Eastern Railway, entre Pine Plains (NY) et Salt Point (où les 2 lignes se croisaient). Le Poughkeepsie and Eastern utilisait les voies du Newburg Dutchess & Connecticut Railroad entre Pine Plains et Stissing au sud-ouest. 
En 1921, la portion du Springfield Branch située dans le Massachusetts (l'East Granby and Suffield Railroad) fut abandonnée après avoir servi moins de 20 ans. L'ancien Poughkeepsie and Eastern Railway fut abandonné entre les mines de plomb d'Ancram et Boston Corners en 1925 ; avec l'abandon d'une partie de l'ancienne ligne concurrente du Newburg Dutchess and Connecticut Railroad en direction du sud, la seule route qui restait entre Pine Plains et le Connecticut était celle du vieux Poughkeepsie and Connecticut Railroad et du Rhinebeck and Connecticut Railroad. Le 1er janvier 1927, le CNE fut finalement fusionné dans le New York, New Haven and Hartford Railroad,  mettant un terme à son exploitation indépendante.

## Le New York, New Haven and Hartford Railroad et les successeurs: 1927-
Parmi toutes les routes est-ouest du NH, celle du CNE avait les rampes les plus importantes ; pour cette raison une bonne partie du trafic du CNE fut aiguillée sur l'ancien New York & New England Railroad à partir de Hopewell Junction. En 1932, l'ancien Rhinebeck and Connecticut Railroad fut abandonné entre Copake (au nord de Boston Corners) et la frontière du Connecticut, coupant le réseau du CNE en deux. En 1938, il y eut davantage d'abandons. La ligne principale fut fermée entre East Canaan et Tariffville, avec le reste du Springfield Branch (le East Granby and Suffield Railroad). La totalité de la ligne principale et l'ancien Rhinebeck and Connecticut Railroad furent abandonnés au nord-est et à l'est de Poughkeepsie et Rhinecliff, de même que la ligne parallèle du Poughkeepsie and Eastern Railway, ainsi que la ligne principale de la frontière jusqu'à Lakeville. En 1940, la ligne principale de East Canaan à Canaan, CT fut fermée, et en 1965 ce fut le tour de la ligne entre Lakeville et Canaan.
Le Hartford and Connecticut Western Railroad fut contrôlé par le NH via le CNE. Mais lorsque le NH fit banqueroute au milieu des années 1930, il n'avait pas encore fusionné le H&CW. Le 31 décembre 1937, le H&CW s'engagea dans un plan de réorganisation. Après une longue réorganisation, le H&CW fusionna dans le NH le 18 septembre 1947 (en même temps que le Providence Warren and Bristol Railroad, et le Old Colony Railroad). À cette époque, tout le réseau du H&CW avait été abandonné à l'exception de la section est.
Au moment de la fusion du NH dans le Penn Central en 1969, tout ce qui restait du CNE était représenté par :
- la section ouest (qui faisait jadis partie de la Maybrook Branch): cette ligne reliait Maybrook (via le Poughkeepsie Bridge) à celle du Dutchess County Railroad, laquelle allait se connecter à l'ancien New York & New England Rairoad, permettant d'atteindre Derby ;
- a section est : cette ligne, reliant Hartford à Bloomfield, fut transformée en embranchement industriel sous le nom de Griffins Secondary Track.

En 1974, la fermeture du Poughkeepsie Bridge entraîna l'abandon de la Maybrook Branch à l'ouest de Hopwell Junction. Cette partie fut réhabilitée en piste de randonnée sous le nom de Dutchess Rail Trail. 
En 1976 ce qui restait de la ligne fut intégrée à Conrail. 
En janvier 1999, le Central New England Railroad fit l'acquisition des 14 km du Griffins Industrial Track, tandis que le Connecticut Department of Transportation racheta d'autres portions de la ligne.

## Traduction
- (en) Cet article est partiellement ou en totalité issu de l’article de Wikipédia en anglais intitulé « Central New England Railway » (voir la liste des auteurs).